# The Bad Taste of the Town
The Bad Taste of the Town (ou Masquerades and Operas ; en français : « Le Goût de la Ville » ou « Masques et opéras ») est une gravure de l'artiste britannique William Hogarth, publiée en 1724.
La petite estampe — 13 × 15 cm — se moque de la mode contemporaine pour la culture étrangère, comme l'architecture palladienne, les pantomimes basées sur la commedia dell'arte, les mascarades et les opéras italiens, au détriment de la culture britannique. L'œuvre combine deux techniques de gravure, l'eau-forte et le burin. Elle sera suivie en décembre de la même année par une autre estampe visant le théâtre, A Just View of the British Stage.
Hogarth dit de cette estampe qu'il s'agit de son premier sujet original, c'est-à-dire ne faisant pas suite à une commande

## Description
Hors du bâtiment à gauche — probablement le Her Majesty's Theatre —, une foule masquée est emmenée à un bal masqué par un diable ou satyre, portant en l'air un sac contenant 1 000 £, et une figure portant un chapeau et des cloches de bouffon et une jarretière à la jambe droite (il pourrait s'agir du Prince de Galles, le futur George II, qui avait la réputation d'aimer les mascarades).

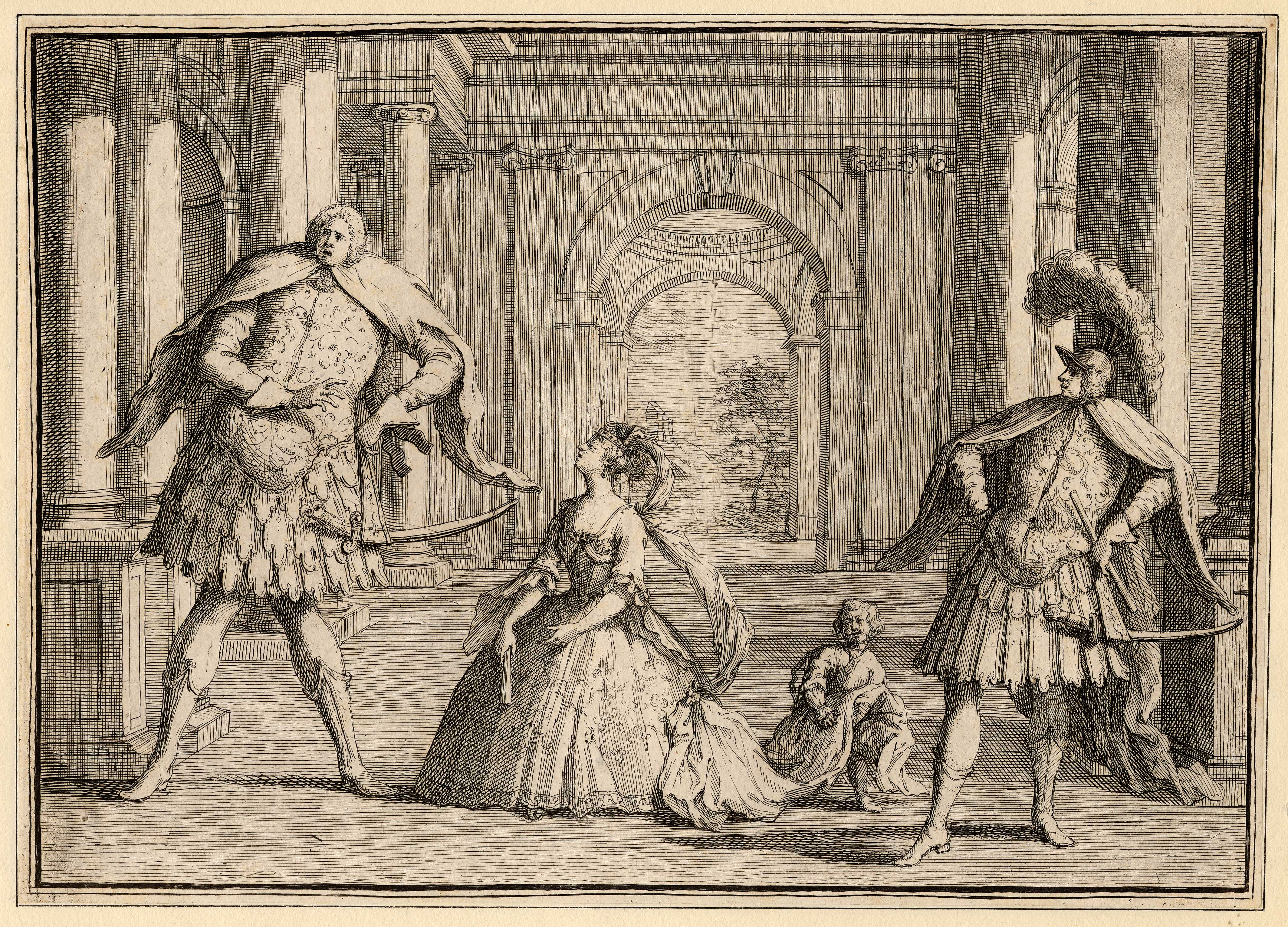
Caricature de la représentation de Flavio, par un auteur inconnu.

Une bannière qui pend au-dessus de l'entrée montre le comte Charles Mordaunt et deux autres nobles agenouillés devant la soprano italienne Francesca Cuzzoni, lui offrant 8 000 £ pour se produire à Londres. Le Comte verse de l'argent sur le sol, qu'elle ratisse vers elle, alors que deux chanteurs sont debout derrière elle. Cette bannière est inspirée d'une caricature de 1723 d'un autre graveur représentant la représentation de l'opéra de Haendel, Flavio, avec Cuzzoni en tant qu'Emilia, le castrat italien Gaetano Berenstadt (en) en tant que Flavio et un autre castrat italien, Senesino, en tant que Guido,.
Un panneau annonce le spectacle de prestidigitation de l'Anglais Isaac Fawkes (en) dans la Grande salle de l'édifice, mais il est caché et semble attirer peu de monde. L’imprésario suisse Johann Jacob Heidegger,, directeur du Her Majesty's Theatre et introducteur des bals masqués à Londres, se penche au dehors d'une fenêtre à gauche, qui permet de l'identifier avec l'inscription « H... » sous le rebord.
À droite, une autre foule attend à l'entrée du Lincoln's Inn Fields Theatre (en) pour voir la pantomime de la commedia dell'arte Harlequin Faustus du metteur en scène britannique John Rich. Les soldats mitrés qui gardent l'édifice cachent aussi le patronage de George Ier, un monarque né en Allemagne qui ne parlait pas anglais. Un paysan, sur son bâton, regarde incrédule les citadins essayant de le convaincre que le spectacle est intéressant.
En arrière-plan, Hogarth dépeint ironiquement la Burlington House — le domicile du comte Richard Boyle à Piccadilly — sous la forme d'une « Accademy of Art ». Elle et surmontée d'une sculpture de l'architecte favori de Burlington, William Kent (« KNT »), érigée au-dessus de Michel-Ange et Raphaël,. Hogarth préférait l'ancien style baroque anglais au nouveau style palladien, que privilégiaient Burlington et Kent, comme on peut le voir notamment avec la résidence de Burlington à Chiswick House ; Hogarth ridiculise l'enthousiasme pour l'opéra italien et le lie à Burlington : dehors, devant la porte, trois connaisseurs admirent la statue en haut de l'« Académie de l'art » — l'un d'eux est Burlington.

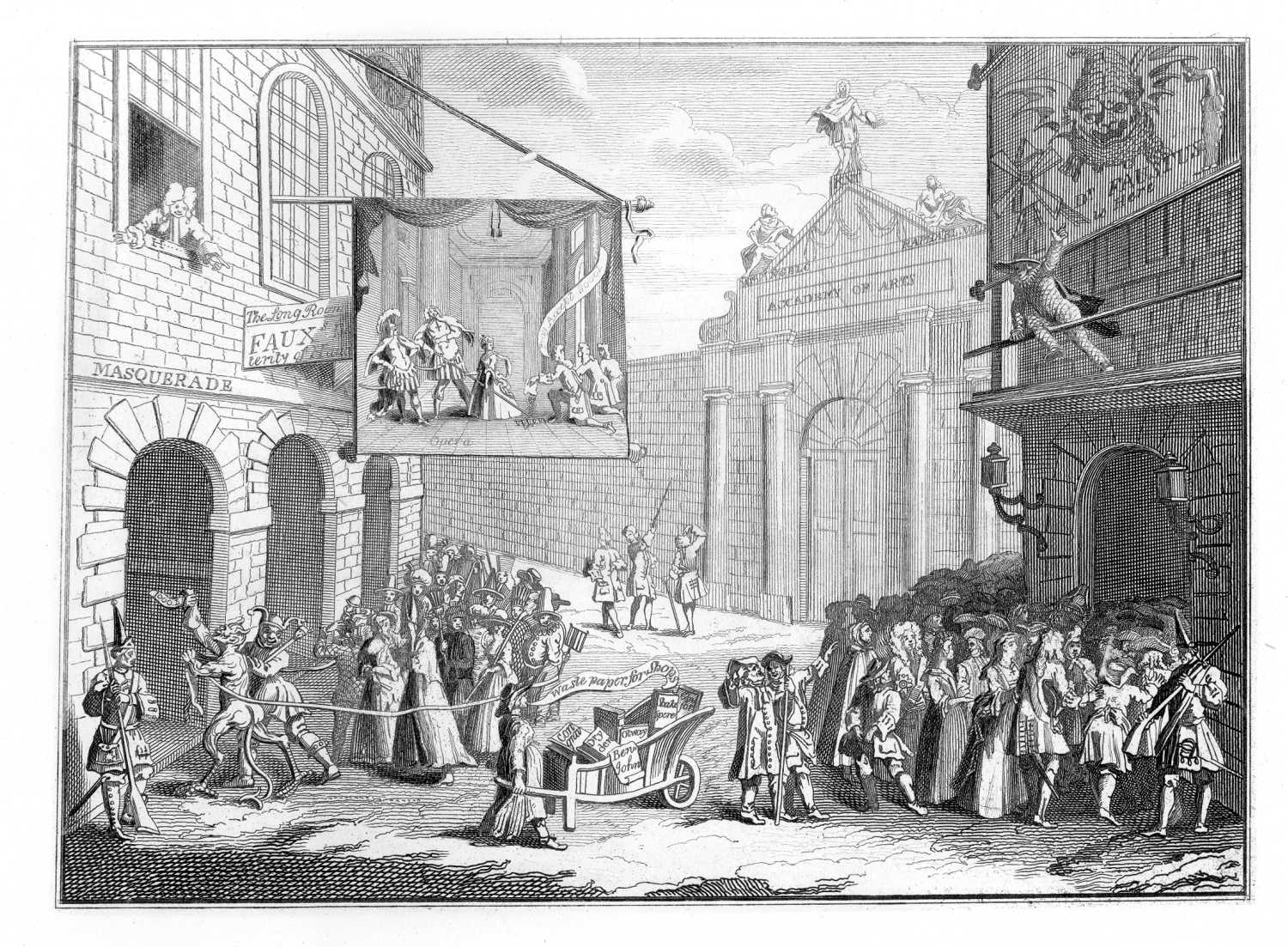
Un état ultérieur, où l'on peut voir le nom de Ben Jonson.

William Hogarth met en opposition la mode pour les spectacles et arts étrangers et la négligence de tout ce qui est britannique. Une femme au centre pousse une brouette remplie d'œuvres des grands dramaturges anglais — William Congreve, John Dryden, Thomas Otway, William Shakespeare et Joseph Addison –, vendus comme des « déchets de papier pour magasins ». Le premier état de l'estampe inclut une référence à Anthony Pasquin (en), remplacée par la suite par Ben Jonson.
Un poème sous l'image de la première version de l'estampe explique :
| Est-ce que le nouvel et stupide Faust peut révolutionner notre époque, Faire apparaître le fantôme de Shakespeare ou de Ben Johnson, Ils rougiraient de honte, de voir la scène anglaise Débauchée par des stupidités à un tel coût. |  | Que diraient leurs mânes ? Contempleraient-ils Les monstres et les mascarades, là où des pièces utiles Pareraient d'or le théâtre fécond, Et où des rivaux de qualité se battraient pour les lauriers. |
À noter que pour ce texte, une plaque différente de celle de l'image a été utilisée.

## Contexte et réception
William Hogarth avait déjà produit des estampes satiriques avec Emblematical Print on the South Sea Scheme — une composition similaire avec une foule se dirigeant vers deux bâtiments se faisant face —, qui porte sur la spéculation abusive ; et une autre, The Lottery, qui porte sur les jeux d'argent. Il réalise cette estampe assez tôt dans sa carrière. Il y traite des thèmes qui lui seront chers dans tout son œuvre : le théâtre, la vie dans la rue, la bataille entre la culture britannique et les étrangères, en particulier italienne et française.
Il a essayé de publier l'estampe lui-même, pour contourner le monopole de la Stationers' Company, et la vendre au prix de 1 shilling. L'estampe a été populaire, mais n'a pas été un succès commercial, parce que des copies non autorisées à moitié prix ont été mises en circulation peu après sa publication. Les problèmes de Hogarth avec le droit d'auteur sur ses estampes l'en ont fait un avocat de la réforme sur les droits d'auteur qui a mené à la Loi sur les droits d'auteur des gravures de 1735.
Plus tard en 1724, Hogarth publie A Just View of the British Stage (« Une opinion objective sur la scène britannique »), dans laquelle le fantôme de Ben Jonson surgit d'une trappe et urine littéralement sur les idioties des directeurs de théâtre.